# Callao-Höhle
Die Callao-Höhle ist eine Kalksteinhöhle in der Gemeinde Peñablanca, Provinz Cagayan auf den Philippinen.

## Lage
Die Callao-Höhle liegt im Norden der Insel Luzon, circa 24 Kilometer von Tuguegarao City.

## Nationalpark
Die Callao-Höhle ist Teil des Callao Cave National Parks, der 1935 als einer der ersten Nationalparks des Landes eingerichtet wurde. Zu dem 192 Hektar großen Gelände zählen neben der Callao-Höhle mehr als 300 weitere Höhlen, von denen die Callao-Höhle und die angrenzende Sierra-Höhle auf Grund ihrer guten Erreichbarkeit die bekanntesten sind.

## Aufbau
Die Callao-Höhle zeichnet sich insbesondere durch ihre sieben Säle aus, deren Decke bis knapp unter die Erdoberfläche reicht. Eine Besonderheit der Callao-Höhle ist dabei, dass diese riesigen Säle allesamt durch Tageslicht ausgeleuchtet werden, da stets kleine Einbrüche in der Höhlendecke Licht in das Innere lassen.
Ursprünglich verfügte die Callao-Höhle über neun solcher Säle, aber ein Erdbeben im Jahr 1980 ließ zwei dieser Säle einstürzen, sodass die heute bekannten sieben Säle übrig blieben.

## Besucher
Die Callao-Höhle ist einfach zu erkunden und so können Besucher ohne Führung oder Anleitung in die Callao-Höhle eintreten. Die Höhle genießt landesweite Bekanntheit, sodass beinahe sämtliche Besucher der Höhle Filipinos sind. Eine Attraktion der Höhle ist eine Kapelle, die von der lokalen Bevölkerung in einem der Säle eingerichtet wurde.

## Fossilienfunde
Die Callao-Höhle ist eine bekannte Lagerstätte von Fossilien. Internationale Aufmerksamkeit erlangte der Fund eines 2007 in ihr entdeckten, kleinen Mittelfußknochens, der auf ein Alter von circa 67.000 Jahren datiert und zunächst als Beleg für eine frühe Besiedelung der Region durch den anatomisch modernen Menschen (Homo sapiens) interpretiert wurde. Diese Datierung und seine Zuordnung zum anatomisch modernen Menschen bedeutete, dass der Knochenfund den ältesten Beleg für die Anwesenheit des Homo sapiens östlich der Wallace-Linie darstellte, was die Ausbreitung des Menschen in diese Region um mehr als 10.000 Jahre vorverlegte und allen bisherigen archäologischen und genetischen Erkenntnissen widersprach; die Zuverlässigkeit der Datierung war daher umstritten. 2011 wurden in der gleichen Fundschicht zwei ebenfalls ungewöhnlich kleine, mittlere Phalangen entdeckt und Homo sapiens zugeschrieben: von einem Finger und einer Zehe. Im April 2019 wurde diese drei Fossilien zusammen mit zehn weiteren, isolierten Zahn- und Knochenfunden einer eigenständigen, mutmaßlich kleinwüchsigen Art der Gattung Homo zugeschrieben, genannt Homo luzonensis.